# Morris R. Jeppson
Morris Richard Jeppson, né le 23 juin 1922 à Logan et mort le 30 mars 2010 à Las Vegas, est un militaire américain.
Membre des forces aériennes de l'armée des États-Unis pendant la Seconde Guerre mondiale, il a servi d'assistant dans l'armement de la bombe Little Boy sur l'Enola Gay, dans le cadre du bombardement atomique d'Hiroshima au Japon, le 6 août 1945.